# Połączenia międzykomórkowe
Połączenia międzykomórkowe – połączenia występujące między komórkami, powstające przy udziale błony komórkowej oraz białkowych struktur cytoplazmatycznych. Zapewniają właściwe funkcjonowanie oraz integralność tkanek. Posiadają różną budowę w zależności od stopnia rozwoju tkanki, pełnionych funkcji i miejsca usytuowania w organizmie. Stąd rozróżnia się kilka odmiennych typów:
- Połączenia mechaniczne:
  - połączenia zwierające – łączą związki aktyny w jednej komórce z podobnymi związkami w sąsiednich komórkach
    - desmosomy (łac. maculae adherentes)
    - połączenia przylegające (łac. zonullae adherentes)
    - połączenia septalne

  - połączenia asymetryczne
    - półdesmosomy (hemidesmosomy) – połączenie pomiędzy komórką nabłonka a jego podstawą
    - zagęszczenia subplazmolemalne
    - ogniska przylegania
- Połączenia barierowe:
  - połączenia zamykające – uszczelniają sąsiednie komórki w nabłonku zapobiegając przepływowi cząstek pomiędzy komórkami
  - połączenia przegrodowe (desmosom przegrodowy) – tylko u bezkręgowców[1]
- Połączenia komunikacyjne – połączenia międzykomórkowe pozwalające na przechodzenie rozpuszczalnych w wodzie małych jonów i cząsteczek